# Baeksang Arts Awards de 2016
A 52ª cerimônia anual do Baeksang Arts Awards foi realizada em 3 de junho de 2016. A emissora por assinatura JTBC transmitiu o evento ocorrido no Grande Salão da Paz da Universidade Kyung Hee em Seul. A cerimônia foi apresentada por Shin Dong-yup e Bae Suzy.
Os indicados, que são o elenco e a equipe de programas de televisão e filmes lançados no período de 16 de de abril de 2015 a 13 de abril de 2016, foram anunciados em 9 de maio de 2016. A série Reply 1988 da tvN, recebeu o maior número de indicações, já as séries Descendants of the Sun (KBS2) e Signal (tvN), receberam ambas, o maior número de prêmios na categoria televisão, onde a primeira conquistou o Grande Prêmio (Daesang) e a segunda recebeu o prêmio de Melhor Drama. 
Na categoria cinema, o título Dongju: The Portrait of a Poet, recebeu o maior número de prêmios e levou o seu diretor Lee Joon-ik, a receber o Grande Prêmio (Daesang). O prêmio de Melhor filme foi entregue a Assassination.  

## Vencedores e indicados
Lista completa de indicados e vencedores (este último indicado em negrito).

### Cinema
| Grande Prêmio | Grande Prêmio |
| --- | --- |
| Lee Joon-ik - Dongju: The Portrait of a Poet, The Throne | |
| Melhor Filme | Melhor Diretor |
| - Assassination - Dongju: The Portrait of a Poet - Fourth Place - Inside Men - Veteran                                                                                                   | - Ryoo Seung-wan - Veteran - Choi Dong-hoon - Assassination - Lee Joon-ik - Dongju: The Portrait of a Poet - Oh Seung-wook - The Shameless - Woo Min-ho - Inside Men                                         |
| Melhor Ator | Melhor Atriz |
| - Lee Byung-hun - Inside Men - Baek Yoon-sik - Inside Men - Hwang Jung-min - Veteran - Song Kang-ho - The Throne - Yoo Ah-in - The Throne                                                | - Jeon Do-yeon - The Shameless - Han Hyo-joo - The Beauty Inside - Jun Ji-hyun - Assassination - Kim Hye-soo - Coin Locker Girl - Lee Jung-hyun - Alice in Earnestland                                       |
| Melhor Ator Coadjuvante | Melhor Atriz Coadjuvante |
| - Lee Geung-young - Minority Opinion - Bae Seong-woo - Office - Cho Jin-woong - Assassination - Oh Dal-su - Veteran - Uhm Tae-goo - Coin Locker Girl                                     | - Ra Mi-ran - The Himalayas - Jang Young-nam - The Classified File - Jeon Hye-jin - The Throne - Ryu Hyun-kyung - Office - Uhm Ji-won - The Silenced                                                         |
| Melhor Ator Revelação | Melhor Atriz Revelação |
| - Park Jung-min - Dongju: The Portrait of a Poet - Go Kyung-pyo - Coin Locker Girl - Park Bo-gum - Coin Locker Girl - Park Seo-joon - The Chronicles of Evil - Tae In-ho - Shadow Island | - Park So-dam - The Priests - Jeong Ha-dam - Steel Flower - Kim Sae-byuk - A Midsummer's Fantasia - Kim Si-eun - Su Saek - Kwon So-hyun - Madonna                                                            |
| Melhor Diretor Revelação | Melhor Roteiro |
| - Han Jun-hee - Coin Locker Girl - Ahn Gooc-jin - Alice in Earnestland - Choi Seung-yeun - Su Saek - Hong Won-chan - Office - Kim Sung-je - Minority Opinion                             | - Ahn Gooc-jin - Alice in Earnestland - Choi Dong-hoon - Assassination - Kwak Kyung-taek, Han Seung-woon - The Classified File - Ryoo Seung-wan - Veteran - Shin Yeon-shick - Dongju: The Portrait of a Poet |
| Ator Mais Popular | Atriz Mais Popular |
| - Do Kyung-soo - Pure Love | - Bae Suzy - The Sound of a Flower |

### Filmes com múltiplas indicações
| Indicações | Filme                          |
| ---------- | ------------------------------ |
| 5          | Assassination                  |
| 5          | Coin Locker Girl               |
| 5          | Dongju: The Portrait of a Poet |
| 5          | Veteran                        |
| 4          | Inside Men                     |
| 4          | The Throne                     |
| 3          | Alice in Earnestland           |
| 3          | Office                         |
| 2          | Minority Opinion               |
| 2          | Shameless                      |

### Filmes com múltiplos prêmios
| Prêmios | Filme                          |
| ------- | ------------------------------ |
| 2       | Dongju: The Portrait of a Poet |

### Televisão
| Grande Prêmio | Melhor Drama |
| --- | --- |
| - Descendants of the Sun (KBS2) | - Signal (tvN) - Descendants of the Sun (KBS2) - Reply 1988 (tvN) - She Was Pretty (MBC) - Six Flying Dragons (SBS)                                                                              |
| Melhor Programa Educacional | Melhor Programa de Entretenimento |
| - Examination (EBS) - Kim Je-dong's Talk to You (JTBC) - The Next Human (KBS) - The Secret Readers Club (tvN) - Wind for School (SBS)                                             | - King of Mask Singer (MBC) - Actor School (tvN) - My Little Television (MBC, KakaoTV) - Please Take Care of My Refrigerator (JTBC) - Same Bed, Different Dreams (SBS)                           |
| Melhor Diretor | Melhor Roteiro |
| - Shin Won-ho - Reply 1988 - Jung Dae-yoon - She Was Pretty - Kim Won-seok - Signal - Lee Eung-bok, Baek Sang-hoon - Descendants of the Sun - Shin Kyung-soo - Six Flying Dragons | - Kim Eun-hee - Signal - Kim Eun-sook, Kim Won-seok - Descendants of the Sun - Kim Young-hyun, Park Sang-yeon - Six Flying Dragons - Lee Woo-jung - Reply 1988 - Yang Hee-seung - Oh My Ghostess |
| Melhor Ator | Melhor Atriz |
| - Yoo Ah-in - Six Flying Dragons - Cho Jin-woong - Signal - Joo Won - Yong-pal - Namkoong Min - Remember - Song Joong-ki - Descendants of the Sun                                 | - Kim Hye-soo - Signal - Hwang Jung-eum - She Was Pretty - Kim Hyun-joo - I Have a Lover - Ra Mi-ran - Reply 1988 - Song Hye-kyo - Descendants of the Sun                                        |
| Melhor Ator Revelação | Melhor Atriz Revelação |
| - Ryu Jun-yeol - Reply 1988 - Ahn Jae-hong - Reply 1988 - Byun Yo-han - Six Flying Dragons - Lee Dong-hwi - Reply 1988 - Yook Sungjae - Who Are You: School 2015                  | - Kim Go-eun - Cheese in the Trap - Lee Hyeri - Reply 1988 - Lee Sung-kyung - Flower of Queen - Park So-dam - My First Time - Ryu Hye-young - Reply 1988                                         |
| Melhor Artista de Variedades – Masculino | Melhor Artista de Variedades – Feminino |
| - Kim Gura - My Little Television - Jeong Jun-ha - Infinite Challenge - Kim Sung-joo - King of Mask Singer - Kim Young-chul - Real Men - Yoon Jung-soo - With You                 | - Kim Sook - With You - Hong Yoon-hwa - People Looking for a Laugh - Jang Do-yeon - Comedy Big League - Oh Na-mi - Gag Concert - Park Na-rae - Comedy Big League                                 |
| Ator Mais Popular | Atriz Mais Popular |
| - Song Joong-ki - Descendants of the Sun | - Song Hye-kyo - Descendants of the Sun |

### Programas com múltiplas indicações
| Indicações | Programa de Televisão  |
| ---------- | ---------------------- |
| 9          | Reply 1988             |
| 8          | Descendants of the Sun |
| 5          | Signal                 |
| 5          | Six Flying Dragons     |
| 3          | She Was Pretty         |
| 2          | Comedy Big League      |
| 2          | My Little Television   |
| 2          | King of Mask Singer    |

### Programas com múltiplos prêmios
| Prêmios | Programas de Televisão |
| ------- | ---------------------- |
| 3       | Descendants of the Sun |
| 3       | Signal                 |
| 2       | Reply 1988             |

### Outros prêmios
| Prêmio Fashion InStyle   | Prêmio iQiyi de Estrela Global |
| ------------------------ | ------------------------------ |
| - Park Bo-gum - Bae Suzy | - Song Joong-ki - Song Hye-kyo |